# Rio João Paulo
Rio João Paulo är ett vattendrag i Brasilien.   Det ligger i delstaten Santa Catarina, i den södra delen av landet, 1 300 km söder om huvudstaden Brasília.
I omgivningarna runt Rio João Paulo växer i huvudsak städsegrön lövskog. Runt Rio João Paulo är det mycket glesbefolkat, med 7 invånare per kvadratkilometer.